# إسماعيل مري
إسماعيل مري علمي (بالصومالية: Ismaaciil Mire Cilmi) أديب صومالي. وُصف صوته وقدرته الشعرية بأنهما "عظيمان لدرجة أنه استطاع أن يقيم بشعره الحرب أو يضع أوزراها". 

## تاريخه العسكري
ولد إسماعيل مري عام 1862 بالقرب من مدينة بوهودلي لعائلة تنحدر من عشيرة دولبهانتي، بدأ حياته في بيئة رعوية على طول سهول هود وهو نمط الحياة الذي عاد إليه في نهاية حياته، انضم لاحقا إلى دولة الدراويش، وترأس الجيش والمخابرات العسكرية، كما أشرف على صيانة العديد من الحصون التي بناها الدرويش، عند هزيمة الدراويش أُسر إسماعيل وقضى فترة في سجن بربرة. ويُعتبر مري أحد أعظم القادة العسكريين في التاريخ الأفريقي، حيث قاد العملية العسكرية التي أدت إلى مقتل ريتشارد كورفيلد وتدمير كتيبته بالكامل تقريبًا، إلى جانب الغارات شنها على الاحتلال أو ضم الأراضي التي تمتد من بربرة ولاسقوري في الشمال، وصولا إلى جيجيجا غربا و بلدوين جنوبا وهكذا وصل نفوذ دولة الدراويش عام 1915 إلى أن تسيطر على منطقة بحجم ألمانيا تقريبًا،  وكلفت هجماته الحكومة البريطانية خلال عقد واحد 29 مليون جنيه إسترليني (دون احتساب التضخم). 
وفقًا لمطبعة بيرغامون كان إسماعيل مري "أهم قائد عسكري في قوات الدراويش بجانب كونه شاعرًا ومصممًا بارعًا". 

### معاهدة Ilig
في عام 1905 تم توقيع معاهدة Ilig بين الدراويش من جهة والإيطاليين أصالة عن أنفسهم ونيابة عن البريطانيين والحبشية، ونصت المعاهدة على الهدنة بين قوات الدراويش والقوى الاستعمارية الثلاث، كما تم ترسيم أراضي الدراويش في هذه المعاهدة بين سلطنة ماجيرتين في رأس غَبّع وسلطنة هوبيو في رأس (جرعاد). 

## نماذج من شِعره
تشمل بعض قصائده البارزة ما يلي:
- Maxaa Xiga (ماذا بعد؟)
- Guuguulayhow (يا هدهد)
- Iibsi Lacageed (ما تشريه النقود)
- Xoogsi (استقواء)
- Hashii Markab (الناقة مركب)
- Isma Oga (لا يعرفون بعضهم)
- Annagoo Taleex Naal (يوم كنا في تليح)
- Gelin Dhexe (منتصف الليل)
- Ragow kibirka waa lagu kufaa (عواقب الكبر وخيمة)
- Galow-Kiciye

### تصفية كورفيلد
قبل لقائهم بكورفيلد، بدأ الدراويش حملة تجنيد في مناطق مختلفة في شمال الصومال، على سبيل المثال، في ديسمبر 1912 ذهبت مجموعة تضم 150 من عساكر الدراويش إلى بلدة عينبه حيث حاولوا التجنيد منعشيرة دولبهانت هناك مع وعود بتقديم 100 جمل لكل جندي أو فارس ينضم للفصيل، في أغسطس 1913 وبعد نجاحهم في تصفية ريتشارد كورفيلد والتخلص من كتيبته العسكرية ألف إسماعيل مري قصيدة "موت كورفيلد":

### أمثال صومالية
يُعرف إسماعيل مري أيضًا بأنه أطلق عددا من الأمثال الشعبية التي تعبر بالمعنى المجازي عن بعض الحقائق من ضمنها: 

## إرثه
سمي مطار إسماعيل مري الدولي في بوهودلي باسمه تخليدا لذكراه.
السيرة الذاتية المكتوب لإسماعيل ميري؛ بقلم أحمد فارح علي 1974